# Rudolf II van Baden
Rudolf II van Baden (overleden op 14 februari 1295) was van 1288 tot 1295 mede-markgraaf van Baden-Baden. Hij behoorde tot het huis Baden.

## Levensloop
Rudolf II was de tweede zoon van markgraaf Rudolf I van Baden-Baden en Cunigunde van Eberstein. Zolang zijn vader leefde stond hij bekend als Rudolf de Jongere en na de dood van zijn vader stond hij bekend als Rudolf de Oudere, om hem te onderscheiden van zijn jongere broer Rudolf III.
Na de dood van zijn vader in 1288 werd Rudolf II samen met zijn broers Herman VII, Rudolf III en Hesso markgraaf van Baden-Baden, wat hij bleef tot aan zijn dood in 1295.
Rudolf II huwde met Adelheid van Ochsenstein, de weduwe van graaf Otto III van Straßberg en reeds moeder van een zoon en twee dochters. Het huwelijk van Rudolf II en Adelheid zelf bleef echter kinderloos. Adelheids dochter Gertrude zou huwen met zijn jongere broer Rudolf III.